# Castello d’Agogna
Castello d’Agogna – miejscowość i gmina we Włoszech, w regionie Lombardia, w prowincji Pawia.
Według danych na rok 2004 gminę zamieszkiwało 968 osób, 96,8 os./km².